# Bentley Flying Spur II
Ne doit pas être confondu avec Bentley Continental Flying Spur.
La Flying Spur est une grande berline de luxe produite par le constructeur automobile britannique Bentley à partir de la fin 2019, et commercialisée début 2020. Elle remplace la première génération de Flying Spur produite de 2013 à 2019.

## Présentation
La seconde génération de Bentley Flying Spur est présentée le 11 juin 2019. Elle est exposée le 30 juin 2019 au concours d'élégance du Chantilly Arts & Elegance Richard Mille 2019.

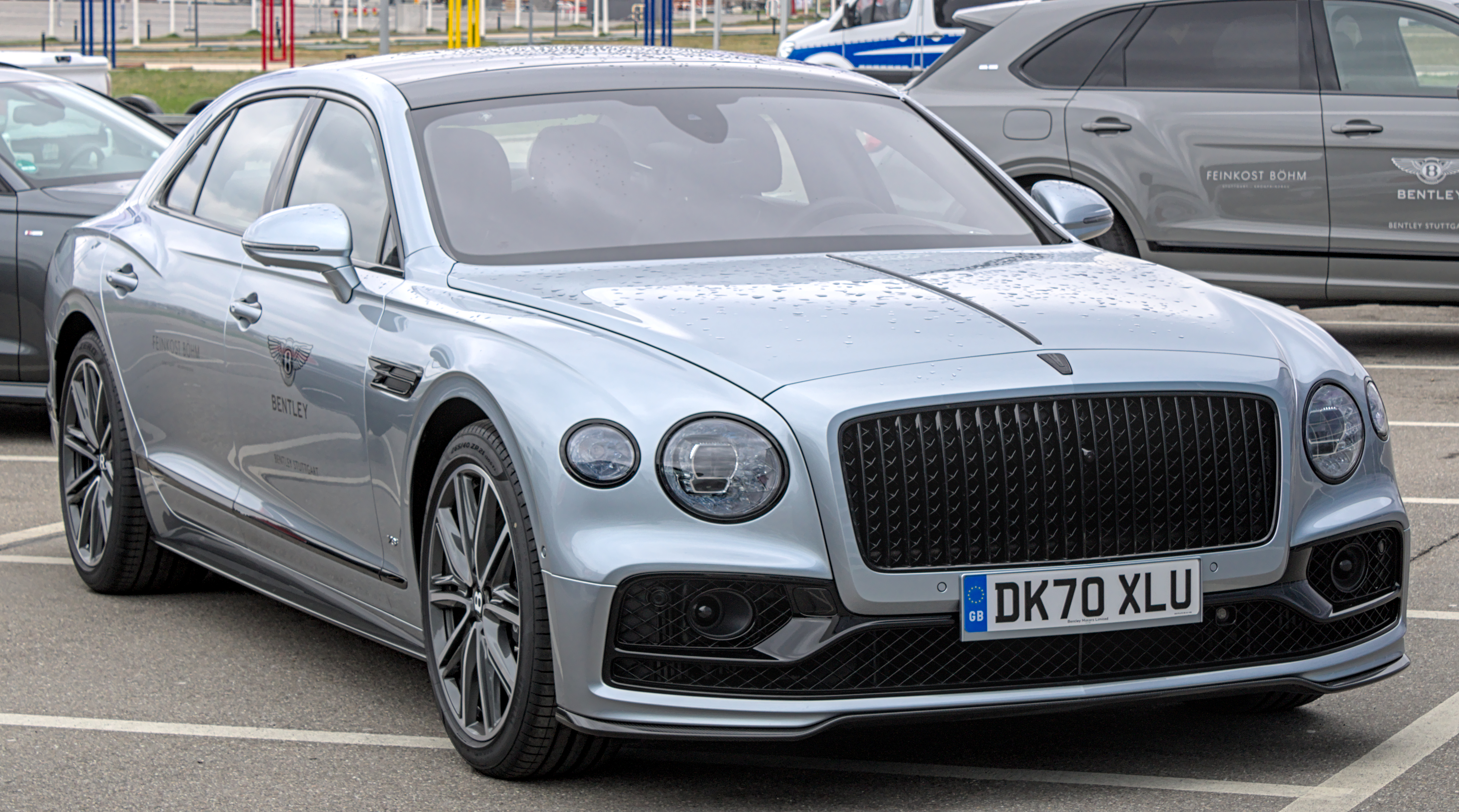
Bentley Flying Spur V8
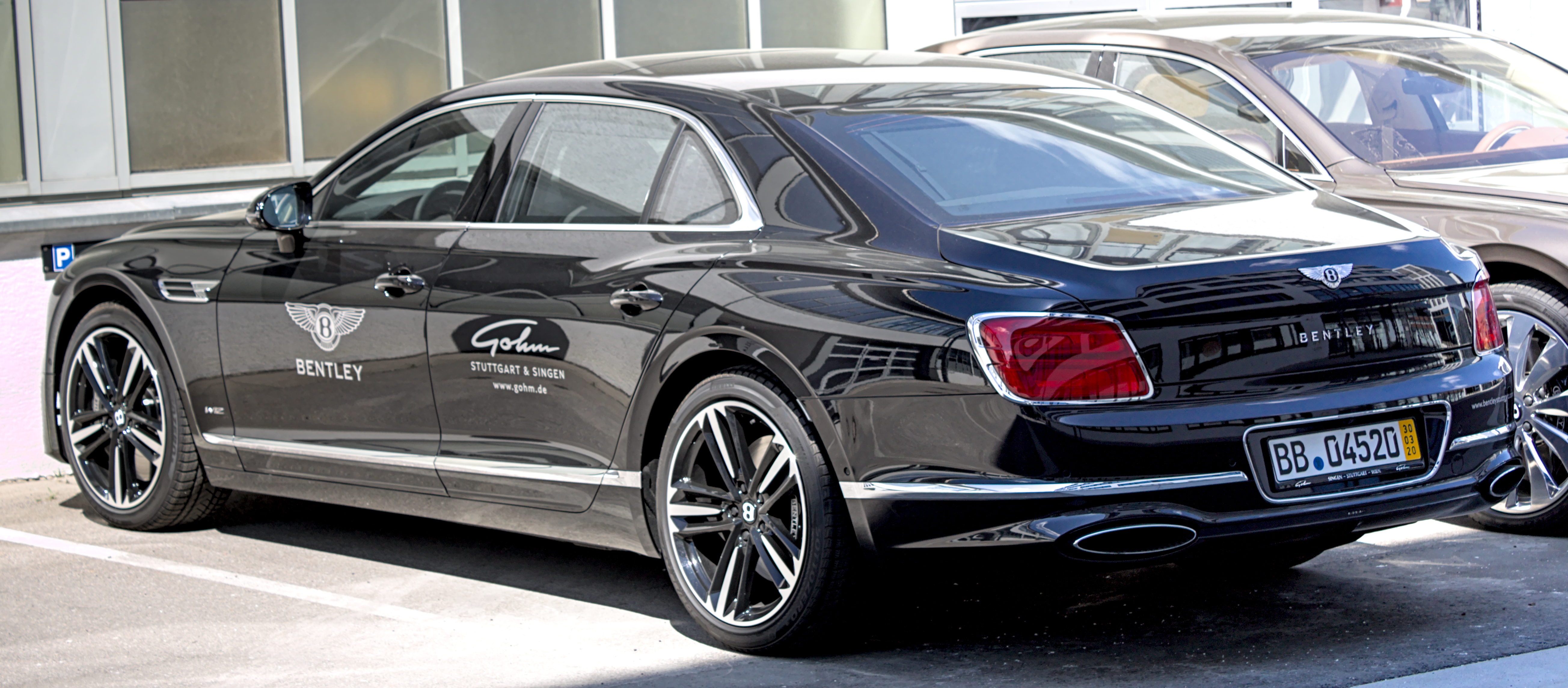
Vue de l'arrière

## Caractéristiques techniques

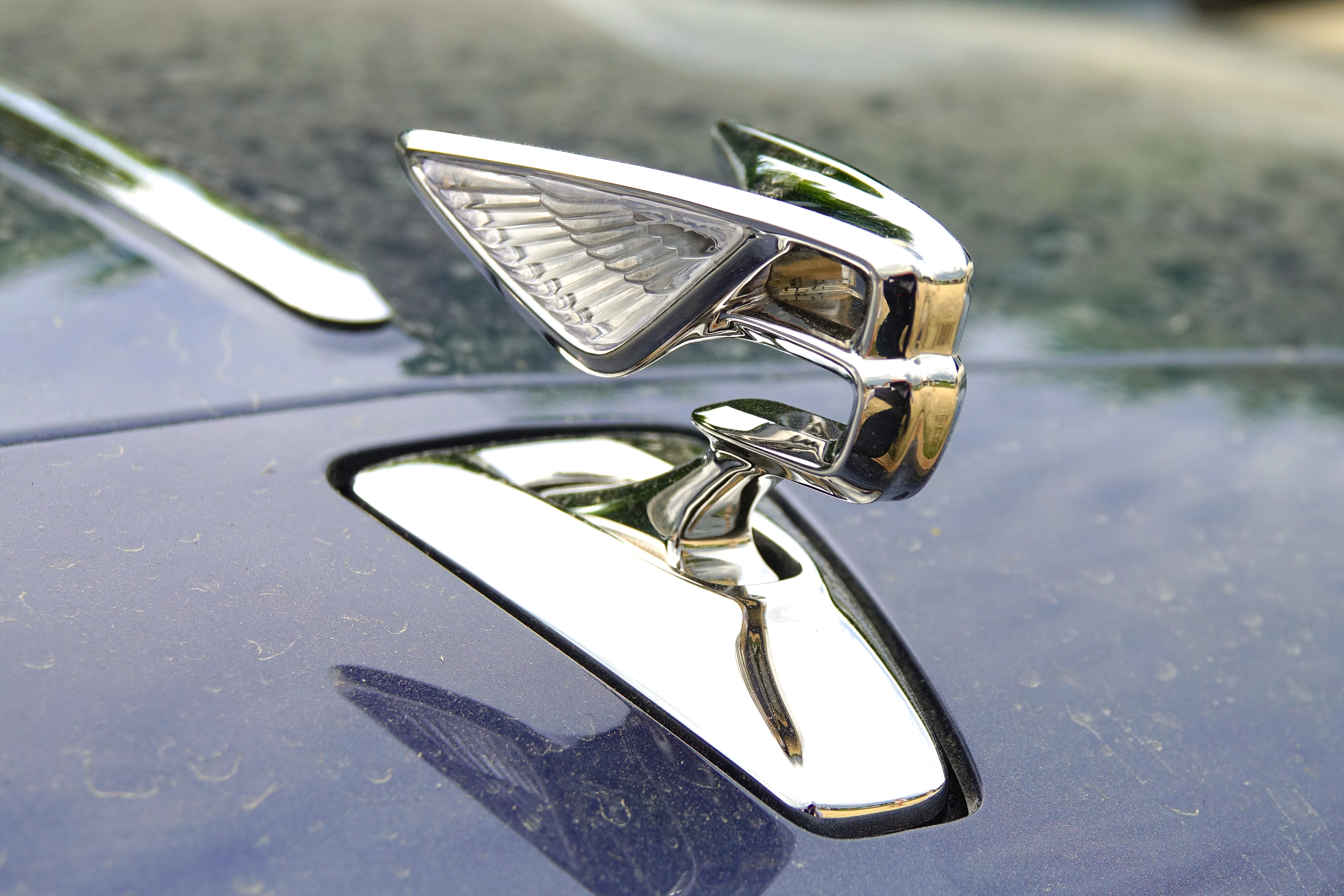
Logo de calandre

La Flying Spur II est équipée d'un logo de calandre rétractable dont les ailes surmontant le « B » sont en crystal.
La Flying Spur repose sur la plateforme MSB de la Bentley Continental GT II. Elle est équipée d'une transmission intégrale et, pour la première fois dans l'histoire de Bentley, de quatre roues directrices.

### Motorisations
Pour son lancement, la Flying Spur reçoit le W12 biturbo de 6 litres de la marque.
En octobre 2020 Bentley propose la Flying Spur avec le V8, d'origine Porsche, que l'on retrouve aussi sur la Continental GT.
En juillet 2021 Bentley propose la Flying Spur avec un moteur hybride, d'origine Porsche que l'on retrouve aussi sur le Bentayga, associé à une batterie d'une capacité de 14,1 kWh permettant une autonomie de 40 km en tout électrique.
|                                                      | W12 TSI                           | V8 TSI                            | V6 hybride                                  |
| ---------------------------------------------------- | --------------------------------- | --------------------------------- | ------------------------------------------- |
| Carburant                                            | Essence                           | Essence                           | Hybride essence                             |
| Moteur                                               | 12-cylindres en W                 | 8-cylindres en V                  | 6-cylindres en V                            |
| Admission                                            | Bi-Turbocompressé                 | Turbocompressé                    | Bi-Turbocompressé + moteur électrique 94 kW |
| Cylindrée (cm³)                                      | 5 950                             | 3 996                             | 2 894                                       |
| Puissance maximale ch (kW)                           | 626                               | 550                               | 544                                         |
| au régime de (tr/min)                                | 6 000                             | 6 000                             |                                             |
| Couple maximal (N m)                                 | 900                               | 770                               | 750                                         |
| au régime de (tr/min)                                | 1 350 à 4 500                     | 2 000 à 4 500                     |                                             |
| Boîte de vitesses                                    | Automatique ZF à 8 rapports (DSG) | Automatique ZF à 8 rapports (DSG) | Automatique ZF à 8 rapports (DSG)           |
| Vitesse maximale (km/h)                              | 333                               | 318                               | 285                                         |
| 0-100 km/h (s)                                       | 3,8                               | 4,1                               | 4,3                                         |
| Consommation (en ℓ/100 km) urbain/extra-urbain/mixte | 19.5/10.7/14                      | 16.5/8.8/11.6                     |                                             |
| Émissions de CO2 (en g/km)                           | 320                               | 270                               |                                             |
| Masse à vide (kg)                                    | 2 437                             | 2 330                             | 2 505                                       |

## Série spéciale
- Bentley Flying Spur Odyssean Edition[7]